# ダイアン・ベル
ダイアン・ベル（Diane Bell, 1963年10月11日 - ）は、イギリスのコーブリッジ出身の柔道選手。現役時代は61kg級。身長165cm。

## 人物
1982年の世界選手権56kg級で3位となった。1985年に階級を61kg級に上げると、1986年の世界選手権で優勝を飾った。1987年の世界選手権では2連覇を達成した。翌年の1988年ソウルオリンピック（公開競技）でも優勝を果たした。1992年バルセロナオリンピックでは準々決勝で敗れてメダルを獲得できなかった。1993年の世界選手権では3位となった。1996年アトランタオリンピックでは2回戦で敗れた。

## 主な戦績
56kg級での戦績
- 1981年 - イギリス国際　2位
- 1982年 - ドイツ国際　2位
- 1982年 - イギリス国際　3位
- 1982年 - 世界選手権　3位
- 1983年 - ドイツ国際　2位
- 1983年 - イギリス国際　優勝
- 1984年 - ドイツ国際　3位
- 1984年 - ヨーロッパ選手権　優勝
- 1984年 - イギリス国際　2位
- 1984年 - 福岡国際　優勝
- 1985年 - ヨーロッパ選手権　3位

61kg級での戦績
- 1985年 - オーストリア国際　優勝
- 1985年 - イギリス国際　優勝
- 1985年 - 福岡国際　3位
- 1986年 - ドイツ国際　2位
- 1986年 - ヨーロッパ選手権　優勝
- 1986年 - オーストリア国際　優勝
- 1986年 - 英連邦競技大会　優勝
- 1986年 - 世界選手権　優勝
- 1986年 - 福岡国際　3位
- 1987年 - ドイツ国際　3位
- 1987年 - イギリス国際　3位
- 1987年 - 世界選手権　優勝
- 1987年 - 福岡国際　3位
- 1988年 - イギリス国際　優勝
- 1988年 - ヨーロッパ選手権　優勝
- 1988年 - ソウルオリンピック　優勝
- 1988年 - 福岡国際　3位
- 1989年 - イギリス国際　優勝
- 1989年 - ヨーロッパ選手権　3位
- 1989年 - オーストリア国際　2位
- 1989年 - 世界選手権　5位
- 1990年 - 英連邦競技大会　優勝
- 1990年 - イギリス国際　優勝
- 1990年 - ヨーロッパ選手権　2位
- 1990年 - グッドウィル・ゲームズ　2位
- 1991年 - イギリス国際　優勝
- 1991年 - オーストリア国際　優勝
- 1992年 - ベルギー国際　優勝
- 1992年 - イギリス国際　優勝
- 1992年 - オーストリア国際　3位
- 1993年 - フランス国際　3位
- 1993年 - イギリス国際　優勝
- 1993年 - ヨーロッパ選手権　3位
- 1993年 - 世界選手権　3位
- 1994年 - ヨーロッパ選手権　2位
- 1995年 - ヨーロッパ選手権　2位
- 1995年 - 世界選手権　7位
- 1996年 - フランス国際　2位
- 1996年 - オーストリア国際　3位
- 1996年 - ヨーロッパ選手権　3位